# ÖFB-Supercup
Der Supercup war ein Fußballbewerb des ÖFB und stellte im österreichischen Fußball alljährlich den Auftakt zur neuen Bundesliga-Saison dar, zählte allerdings zum jeweils vergangenen Spieljahr. Spielberechtigt waren der Meister und der Cupsieger. Hatte der Meister auch den ÖFB-Cup gewonnen wurde der Gegner mit dem Pokalfinalisten benannt. Ausgetragen wurde der Bewerb bei den Männern von 1986 bis 2004; bei den Frauen von 2001 bis 2004. Das Supercupspiel der Frauen wurde jedes Jahr im Vorbewerb des österreichischen Pokalfinales der Männer ausgetragen. 2005 wurde der Supercup wegen Terminproblemen nicht ausgespielt, 2006 wurde anstelle des Pokalbewerbs ein All-Star-Spiel zwischen zwei Auswahlmannschaften der ersten und zweiten Liga durchgeführt.

## Die Endspiele im Überblick
| Jahr | Datum             | Spielort                      | Meister               | Ergebnis                        | Pokalsieger / Finalist | Zuschauer |
| ---- | ----------------- | ----------------------------- | --------------------- | ------------------------------- | ---------------------- | --------- |
| 1986 | 19.07.1986, 19:00 | Gerhard-Hanappi-Stadion       | FK Austria Wien       | 1:3 (0:2)                       | SK Rapid Wien          | 3.300     |
| 1987 | 18.07.1987, 19:30 | Gerhard-Hanappi-Stadion       | SK Rapid Wien         | 2:1 (1:1)                       | FC Swarovski Tirol     | 6.000     |
| 1988 | 16.07.1988, 17:00 | Kremser Stadion               | SK Rapid Wien         | 1:1 (0:0), 1:1 n. V., 3:1 i. E. | Kremser SC             | 7.000     |
| 1989 | 29.04.1990, 15:00 | Innsbrucker Tivoli            | FC Swarovski Tirol    | 1:1 (0:1), 1:1 n. V., 0:3 i. E. | FC Admira/Wacker       | 1.500     |
| 1990 | 25.07.1990, 20:15 | Linzer Stadion                | FC Swarovski Tirol    | 1:5 (0:2)                       | FK Austria Wien        | 12.000    |
| 1991 | 20.07.1991, 19:00 | Stadion Alte Au               | FK Austria Wien       | 3:0 (2:0)                       | SV Stockerau           | 6.000     |
| 1992 | 22.07.1992, 19:30 | Wiener Neustädter Stadion     | FK Austria Wien 1     | 1:1 (0:0), 1:1 n. V., 5:4 i. E. | FC Admira/Wacker       | 5.000     |
| 1993 | 28.07.1993, 19:30 | Stadion Birkenwiese           | FK Austria Wien       | 1:1 (0:1), 1:1 n. V., 3:1 i. E. | FC Tirol Innsbruck     | 7.000     |
| 1994 | 27.07.1994, 18:00 | Alpenstadion Kapfenberg       | SV Austria Salzburg   | 2:1 (0:0)                       | FK Austria Wien        | 8.000     |
| 1995 | 26.07.1995, 20:20 | Alpenstadion Kapfenberg       | SV Austria Salzburg   | 2:1 (0:0)                       | SK Rapid Wien          | 6.500     |
| 1996 | 27.07.1996, 18:00 | Alpenstadion Kapfenberg       | SK Rapid Wien         | 0:1 (0:0)                       | SK Sturm Graz          | 7.000     |
| 1997 | 05.07.1997, 18:00 | Linzer Stadion                | SV Wüstenrot Salzburg | 1:0 (0:0)                       | SK Sturm Graz          | 3.000     |
| 1998 | 24.07.1998, 18:00 | Wörthersee Stadion            | SK Sturm Graz         | 4:0 (3:0)                       | SV Ried                | 6.000     |
| 1999 | 25.06.1999, 18:00 | Arnold Schwarzenegger-Stadion | SK Sturm Graz 1       | 1:1 (0:1), 1:1 n. V., 5:4 i. E. | LASK                   | 4.500     |
| 2000 | 30.06.2000, 18:00 | Innsbrucker Tivoli            | FC Tirol Innsbruck    | 0:2 (0:2)                       | Grazer AK              | 5.600     |
| 2001 | 07.07.2001, 17:15 | Innsbrucker Tivoli            | FC Tirol Innsbruck    | 0:0, 0:0 n. V., 9:10 i. E.      | FC Kärnten             | 6.700     |
| 2002 | 06.07.2002, 17:20 | Arnold Schwarzenegger-Stadion | SK Sturm Graz 2       | 0:3 (0:1)                       | Grazer AK              | 12.500    |
| 2003 | 12.07.2003, 17:20 | Franz-Horr-Stadion            | FK Austria Wien 1     | 2:1 (1:1)                       | FC Kärnten             | 6.500     |
| 2004 | 09.07.2004, 20:30 | Arnold Schwarzenegger-Stadion | Grazer AK 1           | 1:1 (1:0), 1:1 n. V., 2:4 i. E. | FK Austria Wien        | 7.100     |

Der Supercup wurde, nachdem er bereits im Vorjahr nicht mehr zur Austragung kam, eingestellt. An seine Stelle trat ein so genanntes All-Star-Spiel zwischen der T-Mobile-Bundesliga und der Red Zac-Erste Liga. Bei diesem wurden die besten Spieler der Bundesliga und der Ersten Liga via Internet gewählt. Die jeweils zwei beliebtesten Spieler eines Vereins und die zwei besten Trainer der Liga wurden in den Kader der jeweiligen Liga aufgenommen:
| Jahr | Datum      | Spielort               | 1. Finalist       | Ergebnis | 2. Finalist                 | Zuschauer |
| ---- | ---------- | ---------------------- | ----------------- | -------- | --------------------------- | --------- |
| 2006 | 14.07.2006 | Fill Metallbau Stadion | T-Mobile-Allstars | 3:3      | Red Zac-Erste Liga Allstars |           |

Im Jahr der Europameisterschaft in Österreich wurde zum letzten Mal ein Supercupfinale zwischen dem Meister SK Rapid Wien und dem ÖFB-Amateur-Cup-Sieger SV Horn ausgespielt.
| Jahr | Datum      | Spielort     | Meister       | Ergebnis  | Amateur-Cup-Sieger | Zuschauer |
| ---- | ---------- | ------------ | ------------- | --------- | ------------------ | --------- |
| 2008 | 22.10.2008 | Stadion Horn | SK Rapid Wien | 7:1 (3:1) | SV Horn            | 3.500     |

### Rangliste der Sieger
Die Spiele im Jahr 2006 und 2008 wurden in dieser Rangliste nicht berücksichtigt.
| Rang | Verein              | Siege | Jahr(e)                            |
| ---- | ------------------- | ----- | ---------------------------------- |
| 1    | FK Austria Wien     | 6     | 1990, 1991, 1992, 1993, 2003, 2004 |
| 2    | SV Austria Salzburg | 3     | 1994, 1995, 1997                   |
|      | SK Rapid Wien       | 3     | 1986, 1987, 1988                   |
|      | SK Sturm Graz       | 3     | 1996, 1998, 1999                   |
| 5    | Grazer AK           | 2     | 2000, 2002                         |
|      | FC Admira/Wacker    | 1     | 1989                               |
|      | FC Kärnten          | 1     | 2001                               |